# Gerry Weber Open 2002
Gerry Weber Open 2002 — тенісний турнір, що проходив на трав'яних кортах у місті Галле, NRW, Німеччина з 10 червня. Належав до категорії ATP International Series.

## Фінальна частина

### Одиночний розряд
Євген Кафельников —  Ніколас Кіфер 2–6, 6–4, 6–4

### Парний розряд
Давід Пріносіл /  Давід Рікл —  Йонас Бйоркман /  Тодд Вудбрідж 4–6, 7–6(7–5), 7–5